# Sensor d'efecte Hall

Funcionament d'un sensor d'efecte Hall

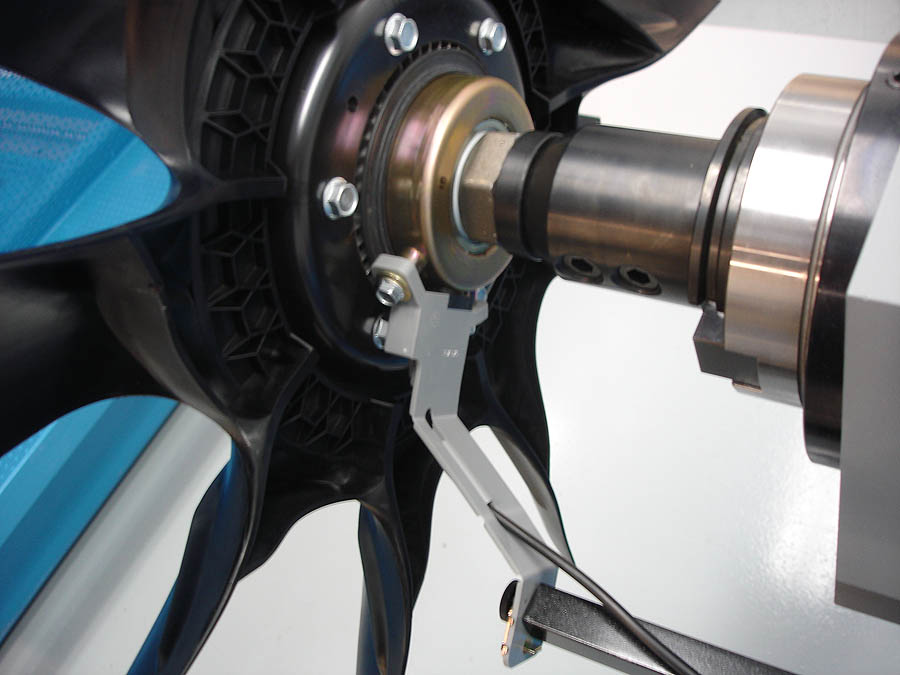
Transmissió amb un sensor Hall

Un sensor d'efecte Hall o simplement sensor Hall o sonda Hall (anomenat a partir d'Edwin Herbert Hall) és un dispositiu que se serveix de l'efecte Hall per a la mesura de camps magnètics o corrents o per a la determinació de la posició.
Si flueix corrent per un sensor Hall i s'aproxima a un camp magnètic que flueix en direcció vertical al sensor, llavors el sensor crea un voltatge sortint proporcional al producte de la força del camp magnètic i del corrent. Si es coneix el valor del corrent, llavors es pot calcular la força del camp magnètic, si es crea el camp magnètic per mitjà de corrent que circula per una bobina o un conductor, llavors es pot mesurar el valor del corrent en el conductor o bobina.
Si tant la força del camp magnètic com el corrent són coneguts, llavors es pot utilitzar el sensor Hall com a detector de metalls.

## Aplicacions dels sensors Hall
- Mesures de camps magnètics (Densitat de flux magnètic)
- Mesures de corrent sense potencial (Sensor de corrent)
- Emissor de senyals sense contacte
- Aparells de mesura del gruix de materials

Com a sensor de posició o detector per a components magnètics els sensors Hall són especialment avantatjosos si la variació del camp magnètic és comparativament lenta o nul. En aquests casos l'inductor usat com a sensor no proporciona un voltatge d'inducció rellevant.
En la indústria de l'automòbil el sensor Hall s'utilitza de manera freqüent, ex. en el tancament del cinturó de seguretat, en sistemes de tancaments de portes, per al reconeixement de posició del pedal o del seient, el canvi de transmissió i per al reconeixement del moment d'arrencada del motor. El gran avantatge és la invariabilitat enfront de brutícia (no magnètica) i aigua.
A més pot trobar aquest sensor en circuits integrats, en impressores làser on controlen la sincronització del motor del mirall, en disqueteres d'ordinador així com en motors de corrent continu sense escombretes, ex. a ventiladors de PC. Ha arribat a haver fins i tot teclats amb sensors Hall sota cada tecla.
Els sensors Hall s'utilitzen en senyals sortints anàlogues per a camps magnètics molt dèbils (camp magnètic terrestre), ex. brúixola en un sistema de navegació.
Com a sensors de corrent es fan servir com bobines, recorregudes amb un corrent per mesurar situades a la separació del nucli de ferro. Aquests sensors de corrent es comercialitzen com a components íntegres, són molt ràpids, es poden utilitzar per a la mesura de corrents contínues (a diferència dels transformadors de corrent) i proveeixen una separació de potencial entre circuits de rendiment i l'electrònica de control.
Com a sensor de reconeixement de posició o tecla a distància treballen en connexió amb imants permanents i disposen d'un interruptor de límit integrat.

## Format
Els sensors Hall es produeixen a partir de fines plaques de semiconductors, ja que en ella l'espessor dels portadors de càrrega és reduït i per això la velocitat dels electrons és elevada, per aconseguir un alt voltatge de Hall. Típics formats són: 
- Forma rectangular
- Forma de papallona
- Forma de creu

Els elements del Hall s'integren majoritàriament en un circuit integrat en què es produeix una elevació del senyal i una compensació de la temperatura.

## Dades dels sensors Hall
La sensibilitat es mesura normalment en mil·livolt per gauss (mV/G).
On: 1 tesla = 10000 gauss (1 G = 10/4 T).